# Kill Kill
Kill Kill je první EP americké zpěvačky Lany Del Rey. Bylo vydáno 21. října 2008, tehdy ještě pod jejím bývalým uměleckým jménem Lizzy Grant. EP obsahuje pouze tři písně, které se poté dostali na její první studiové album Lana Del Ray a.k.a. Lizzy Grant. Prvním a také jediným videoklipem, který měl propagovat EP se stala skladba "Kill Kill".

## O albu
Skladba "Kill Kill" se měla původně jmenovat "The Ocean", avšak byl změněn, protože se producentovi nahrávky zdál nudný. Lana kvůli změně názvu musela i trochu přepsat text písně. "Ano, nahrála jsem s Davidem Kahnem 13 písní. Takže jsem neočekávala, že vydáme EP, ale iTunes přišlo s tím, ať z alba vybereme pár písní, které mě budou ukazovat v nejlepším světle. Tak jsme sestavili EP, které jsme vydali 21. října 2008," sdělila Lana. V rozhovoru Lana pojmenovala žánr EP "Havajský glam metal". Zvuk je ovlivněn Elvisem, Poisonem a Van Halenem.

## Ohlasy kritiků
Index Magazín nazval Kill Kill "bujným a kinematografickým s elektrickými kytarami." Její hlas je popisován jako těžký a inspirovaný Marilyn Monroe. Po textové stránce je EP popisováno jako temné, poetické a elegantní. K videu pro Kill Kill se Huffington Post vyjádřil jako nepředvídatelné, zvláštní a kouzelné.
Hollywood Reporter poznamenal, že EP se zvukem velmi liší od jejího druhého alba Born to Die, které se stalo významným v hudebním hlavním proudu. Album je jazzovější a šťastnější.

## Seznam skladeb
| Pořadí         | Název                                        | Autor          | Délka |
| -------------- | -------------------------------------------- | -------------- | ----- |
| 1.             | Kill Kill                                    | Lana Del Rey   | 3:59  |
| 2.             | Yayo                                         | Del Rey        | 5:45  |
| 3.             | Gramma (Blue Ribbon Sparkler Trailer Heaven) | Del Rey        | 3:50  |
| Celková délka: | Celková délka:                               | Celková délka: | 13:34 |